# 日出藩
日出藩（日语：／ Hiji han */?）是日本江戶時代的一個藩。位於九州豐後國，藩廳在日出城（今大分縣速見郡），藩主是木下氏，家格屬於外樣大名。
藩祖木下延俊是豐臣秀吉正室高台院之兄木下家定的三子，與父兄一同出仕秀吉，而妻子則是細川藤孝的女兒加賀，由於他和妻兄細川忠興交情極好，所以在1600年（慶長5年）的關原之戰中木下延俊是全家裡唯一支持東軍的，因而在戰後並未被減封，反而被德川家康加封豐後日出三萬石。
之後除了第2代藩主木下俊治迫於父親遺言，在1664年（寛文4年）分出五千石給一向交惡的弟弟木下延由成立立石藩，使日出藩所領降為兩萬五千石。往後再無被移封或減封，因此木下家整整支配了日出藩16代，直到明治時代後，末代藩主木下俊愿於版籍奉還後仍擔任藩知事，但他對百姓課以重稅，引起一揆，在廢藩置縣後被去職。

## 歷任藩主
1. 木下延俊
2. 木下俊治
3. 木下俊長
4. 木下俊量
5. 木下俊在
6. 木下俊保
7. 木下俊監
8. 木下俊能
9. 木下俊泰
10. 木下俊胤 （下野國宇都宮藩主戸田忠余之六男）
11. 木下俊懋
12. 木下俊良
13. 木下俊敦
14. 木下俊方
15. 木下俊程
16. 木下俊愿

## 軼聞
日本電視節目TBS曾訪問木下家第十九代當家 木下崇俊 先生，木下先生透露每一代木下家長子都會被告知在正史中被記載切腹與遭斬首的豐臣秀賴與豐臣國松父子沒死，而是經由密道偷偷逃出大坂城，由真田幸村之子真田幸昌一路護送至薩摩。秀賴隔年病死，而國松則護送至九州豐後國日出藩木下家，並改名為木下延由成為當時藩主木下延俊的四男，在延俊死後俊治成為第二代藩主，延由也繼承五千石成立立石藩。延由過世後擺在木下家菩提寺，現在位於大分縣杵築市山香町大字立石長流寺的牌位後面，也刻著「木下縫殿助 豊臣延由」此一不尋常的字樣。